# Osmo Buller
Pour les articles homonymes, voir Buller.
Osmo Tapani Buller (né le 12 novembre 1950 à Taivalkoski) est un espérantiste finnois, directeur général du siège social de l’association mondiale d’espéranto sur une longue période s’étalant des années 1990 à 2016.

## En Espérantie

### Formation et découverte
Buller a obtenu un Master en sciences économiques et philosophie à Oulu. Il apprend l’espéranto en 1966, adhère à l’association mondiale d’espéranto en 1968 et fournit son aide lors du 54e congrès mondial d’espéranto à Helsinki en 1969. En 1978, il est le cofondateur de la société d’espéranto de Oulu, dont il devient le président en 1983–1985. Il est membre du conseil d’administration de l’association finlandaise d’espéranto en 1979–1981 et participe à la rédaction de son organe de communication, Esperanta Finnlando (eo), en 1979–1985.

### Reconnaissances
Osmo Buller a reçu la médaille d’honneur du mouvement pacifique espérantiste en 1988, la médaille vietnamienne pour la paix et l’amitié entre les peuples en 2010 et le prix de l’amitié pour l’espéranto de la ligue chinoise espérantophone en 2014.

## Au sein de l’association mondiale d’espéranto

### Carrière
En juillet 1985, il commence à travailler au siège social de l’association mondiale d’espéranto, d’abord comme employé pour l’organisation des congrès mondiaux d’espéranto, puis comme directeur du siège en 1986 et 1987. Il est ensuite élu secrétaire général de l’association pour le mandat 1989–1992, mais il démissionne de ce poste fin 1990, pour pouvoir travailler à nouveau comme directeur du siège social, à partir de 1991.
En 1996, il devient directeur général de l’association et y officie jusqu’en 2001, date à laquelle il démissionne en signe de protestation quant à l’élection de Renato Corsetti au poste de président. Osmo Buller est reconnu quelques mois plus tard comme l’espérantiste de l’année, titre qui reconnait son travail au sein du siège. En avril 2004, alors que Corsetti est toujours en poste, Buller revient travailler au siège comme directeur général et y reste jusqu’en 2016. Il est alors remplacé par Veronika Poór (eo).

### Initiatives et impact
En novembre 1994, Osmo Buller propose les premières portes ouvertes du siège de l’association mondiale d’espéranto, à l’origine pensées comme un évènement unique. L’idée se montre une réussite à tel point que ces portes ouvertes ont désormais lieu deux fois par an.
Les communiqués de presse réguliers de l’association sont également une initiative d’Osmo Buller, qui les lance en mai 1998. Il s’agit d’une des raisons qui ont été mises en valeur pour sa nomination comme espérantiste de l’année 2001.
À son retour en 2004, une reconstruction de fond du siège social a eu lieu ; elle s’est terminée en 2008.

## Publications
Dans les années 1970 et 1980, Buller a régulièrement écrit des critiques de livres en espéranto, principalement pour Esperanta Finnlando et Hungara Vivo. En 1989, il fait apparaitre sa traduction de La finna vojo de Urho Kekkonen, traduction sur laquelle s’appuie István Ertl pour proposer une traduction en hongrois la même année. Buller a été secrétaire des concours de belles-lettres de l’UEA (eo) de 1989 à 2001.